# They Will Return
They Will Return — другий студійний альбом фінського гурту Kalmah у жанрі мелодійний дез-метал. Він був випущений
Spinefarm Records 30 квітня 2002. Це перший студійний альбом з участю басиста Тімо Лехтінена і барабанщика Янне Кусміна.

## Список треків
| #  | Назва                               | Автор                                      | Тривалість |
| -- | ----------------------------------- | ------------------------------------------ | ---------- |
| 1. | «Hollow Heart»                      | П. Кокко, А. Кокко                         | 4:44       |
| 2. | «Swamphell»                         | П. Кокко, А. Кокко                         | 4:52       |
| 3. | «Principle Hero»                    | П. Кокко, А. Кокко, Пасі Хілтула           | 4:24       |
| 4. | «Human Fates»                       | П. Кокко, А. Кокко, Хілтула, Тімо Лехтінен | 5:50       |
| 5. | «They Will Return»                  | П. Кокко, А. Кокко                         | 3:53       |
| 6. | «Kill the Idealist»                 | П. Кокко, А. Кокко, Хілтула                | 5:13       |
| 7. | «The Blind Leader»                  | П. Кокко, А. Кокко                         | 4:05       |
| 8. | «My Nation»                         | П. Кокко, А. Кокко, Хілтула                | 5:30       |
| 9. | «Skin o' My Teeth» (кавер Megadeth) | Д. Мастейн                                 | 3:00       |

## Склад
- Пекка Кокко − ритм-гітара, соло-гітара і вокал
- Антті Кокко − соло-гітара
- Тімо Лехтінен − бас
- Пасі Хілтула − клавішні
- Янне Кусмін − барабани

### Продакшн
- Спродюсовано Ахті Кортелайнен
- Мастеринг Міка Юссіла